# Torre dei Prendiparte

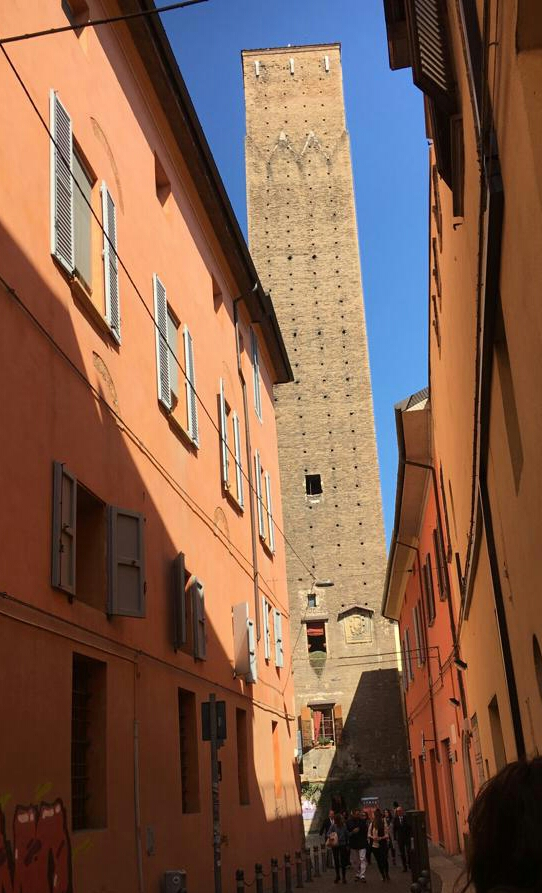
Torre dei Prendiparte

Die Torre dei Prendiparte (auch Torre Coronata) ist einer der etwa 20 Geschlechtertürme in der Stadt Bologna in der italienischen Region Emilia-Romagna.

## Beschreibung
Der Mitte des 12. Jahrhunderts errichtete Turm ist 59,5 Meter hoch (61 Meter mit der Fiale an der Spitze) und leicht nach Norden geneigt. Die Dicke der Mauern beträgt an der Basis etwa 2,8 Meter und zeigt an, dass der Turm vermutlich entweder später gekürzt oder niemals fertiggestellt wurde. An der Basis wurden die Mauern später mit neun Lagen Marienglasquadern verkleidet. Der Turm wurde zusätzlich coronata (dt.: gekrönt) genannt, weil in etwa 50 Meter Höhe vom Erdboden ein Rücksprung in besonderer Form vorhanden ist; die Mauern darüber sind deutlich dünner.
Der Turm liegt in der kleinen Via Sant’Alo an einer Stelle, an der die Straße sich erweitert und eine Art kleinen Platz bildet, der als Piazzetta di San Senesio, der für seine alte Kirche bekannt war, die heute nicht mehr existiert. Die einzige Seite, an der der Turm völlig frei von Bebauung ist, ist die Südseite, auf der sich in etwa 20 Metern Höhe ein originales Fenster öffnet und zwei moderne Fenster weiter unten. Auf der Höhe des zweiten, modernen Fensters findet sich ein Wappen in Sandstein, das sehr abgenutzt und daher unleserlich ist; es stammt vermutlich aus dem 15. Jahrhundert.

## Geschichte

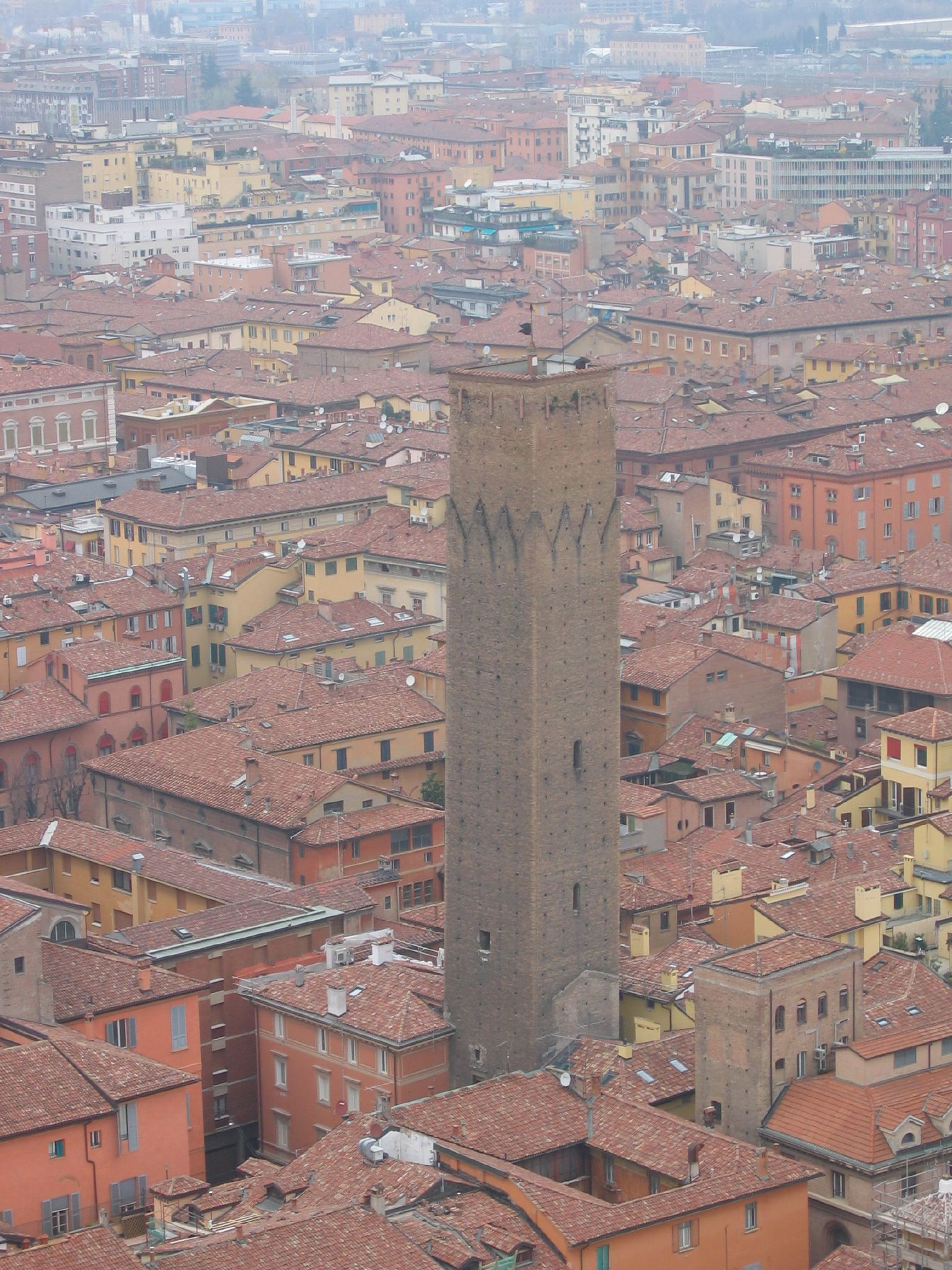
Luftbild des Turms

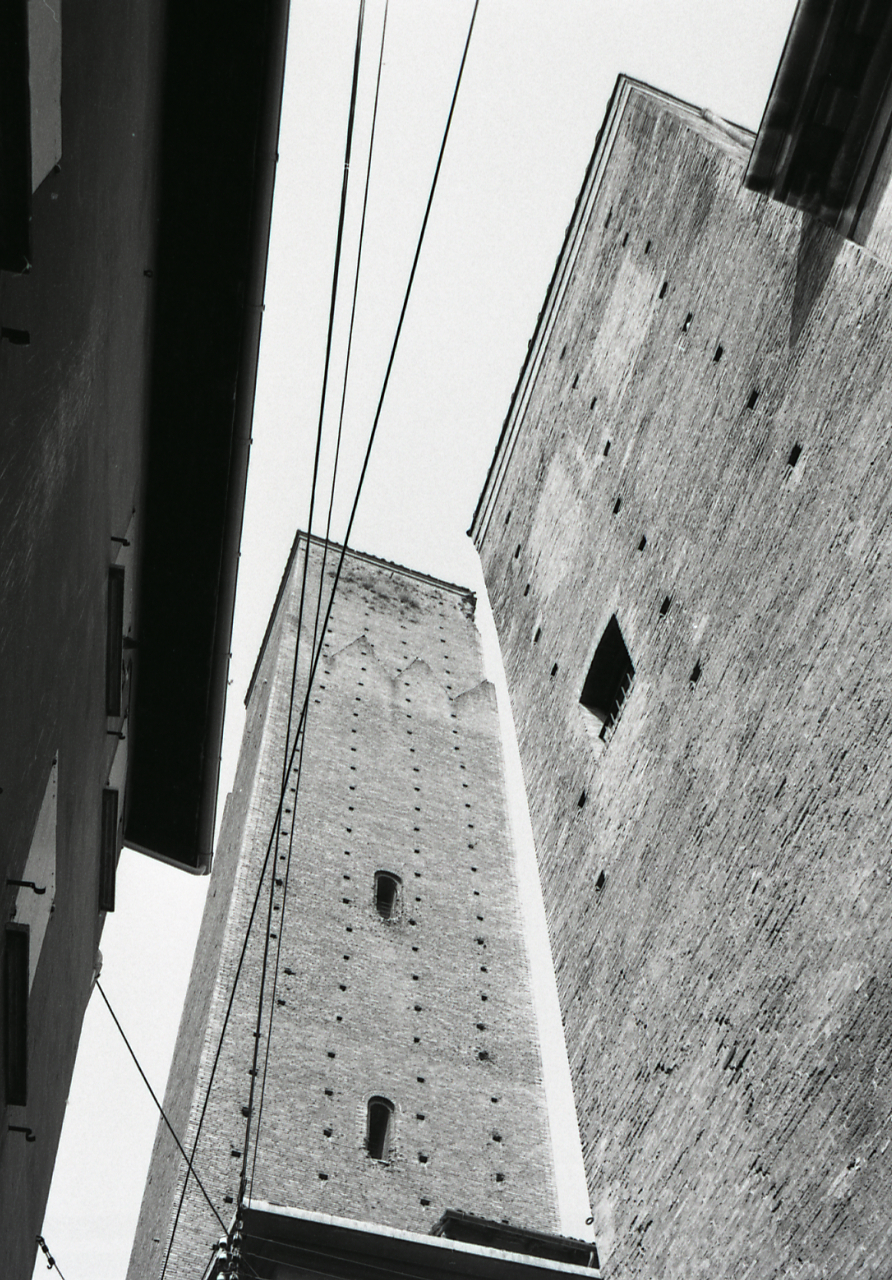
Die Torre dei Prendiparte (links) und die gegenüber liegende Torre dei Guidozagni. Foto von Paolo Monti, 1970.

Der Turm war Teil der sogenannten Triade dei Grattacieli Medievali (dt.: Dreigestirn der mittelalterlichen Wolkenkratzer), zusammen mit dem Torre dei Galluzzi und dem Torre degli Azzoguidi. Die drei Familien waren guelfischen Ursprungs und befanden sich, obwohl weit voneinander entfernt, an strategischen Punkten von Bologna.
Die guelfische Familie der Prendiparte gehörte ab 1154 zu den einflussreichen Familien der Stadt Bologna. Zwei Familienmitglieder waren im 12. Jahrhundert Konsuln von Bologna, wogegen die Familie im 13. Jahrhundert 13 Mal gerufen wurden, um in verschiedenen italienischen Städten die Rolle Podestà zu übernehmen.
Erstmals wurde der Turm 1293 für 500 Lire verkauft, später nahmen ihn die Prendipartes wieder in Besitz. Im 15. Jahrhundert gaben sie ihn definitiv auf und er fiel an die Familie Fabruzzi. Im 16. Jahrhundert wurde er Eigentum der Kirche und zwischen 1751 und 1796 war dort das Gefängnis der Kurie untergebracht. Auf den Wänden der drei Zellen (in den Zwischengeschossen) blieben verschiedene Kritzeleien der Inhaftierten erhalten, darunter auch die eines gewissen Angelo Rizzoli, der „eingesperrt war, weil er zwei Schwestern geschwängert hatte“, wie dieser selbst schrieb.
Heute sind Fremdenzimmer in dem Turm eingerichtet.